# Alice Falaiye

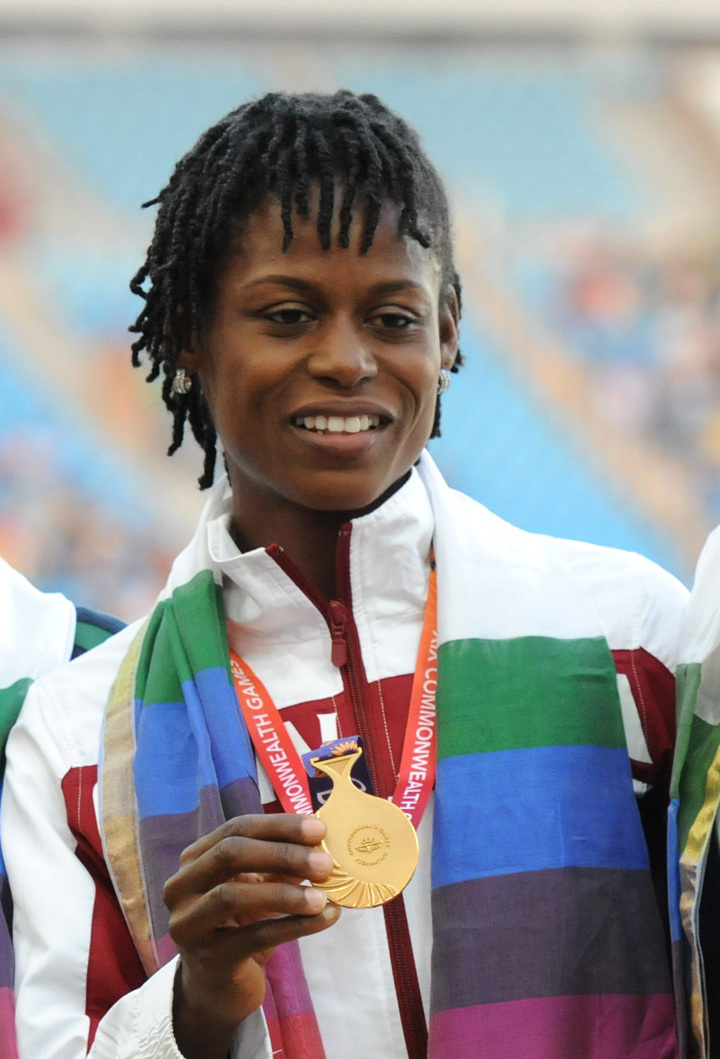
Alice Falaiye, 2010

Alice Falaiye (* 24. Dezember 1978) ist eine kanadische Weitspringerin.
Sie nahm an den Leichtathletik-Weltmeisterschaften 2001 teil, ohne jedoch das Finale zu erreichen. 2003 gewann sie die Goldmedaille bei den Panamerikanischen Spielen in Santo Domingo. Bei den Commonwealth Games 2010 gewann sie ebenfalls die Goldmedaille.

## Persönliche Bestleistungen
- Weitsprung: 6,72 m, 20. Juni 2009, Baton Rouge
  - Halle: 6,51 m, 9. März 2001,	Fayetteville